# TOZ-194霰彈槍
TOZ-194（俄语：ТОЗ-194）是一種由俄羅斯圖拉兵工廠生產的12鉛徑泵動式霰彈槍  。它是於蘇聯時代後期研製，但在蘇聯解體之後才投入生產，隨後便受到俄羅斯本土和多個歐洲國家民間射手的歡迎， 並已被一些俄羅斯的執法部隊所採用。

## 特徵
TOZ-194是一種常規的泵動式霰彈槍，其載彈量為7發，並以內置彈倉供彈。該槍能夠裝填全長70毫米的霰彈（為標準 23⁄4" 12鉛徑，因此在此槍上使用76毫米（3英寸）“麥林”霰彈是強烈不建議的）。其最大特徵為它那根長504毫米（約21.2英寸）的槍管，這作為一枝戰鬥霰彈槍來說是較為不尋常的。而這種設計實際上是為了令槍枝的長度達至805毫米（約31.6英寸），以配合俄羅斯境內針對平民槍械的法律要求。

## 衍生型
TOZ-194一共有四種不同的衍生型，包括：只配備手槍握把的TOZ-194M；配備手槍握把和向上摺疊式槍托的TOZ-194-01M，它也能夠為了符合戰術需求而裝上各種槍口裝置；以及TOZ-194-02M和TOZ-194-03M，它們都具備一個固定式槍托，而後者更能裝上槍口裝置。
| 衍生型      | 鉛徑，毫米 | 槍管長度，毫米  | 全槍長度，毫米 | 配備摺疊式槍托，毫米 | 全槍重量，公斤 | 彈倉容量 |
| ----------- | ---------- | --------------- | -------------- | -------------------- | -------------- | -------- |
| TOZ-194M    | 12/70      | 540             | 805            | 否                   | 3.0            |          |
| TOZ-194-01M | 12/70      | 540             | 1250           | 否                   | 3.0            | 4；7     |
| TOZ-194-02M | 12/70      | 540             | 1060           | 815                  | 3.2            | 7        |
| TOZ-194-03M | 12/70      | 540不具槍口裝置 | 1060           | 815                  | 3.2            | 4；7     |

## 使用國
- 俄羅斯
  - 執法機關

## 登場作品

### 電子遊戲
- 2008年—：命名為「T194」。
- 2010年—：命名為「TOZ-194」。只於戰役模式出現。
- 2010年—：命名為「TOZ-194」，附有皮卡汀尼導軌。只於聯機模式登場，由塔利班（後改名為“OPFOR”）特戰兵所使用。
- 2014年—《叛亂（英语：Insurgency (video game)）》：命名為「TOZ」，叛軍專用武器。
- 2015年—《惡靈古堡：啓示2》：命名為「TAP194」。戰役模式可於第二和第四章取得，第二章未取得則可於第三章取得。突擊模式則隨機掉落或出現在商店。
- 2018年—《叛亂：沙漠風暴》：命名為「TOZ-194」，叛軍專屬武器。

## 外部連結
- 圖拉兵工廠官方網站
- TOZ-194官方介紹